# Bellefond, Gironde
Bellefond är en kommun i departementet Gironde i regionen Nouvelle-Aquitaine i sydvästra Frankrike. Kommunen ligger i kantonen Targon som tillhör arrondissementet Langon. År 2022 hade Bellefond 211 invånare.

## Befolkningsutveckling
Antalet invånare i kommunen Bellefond
Referens:INSEE